# Barakar (Fluss)
Der ca. 225 km lange Barakar ist ein nördlicher Nebenfluss des Damodar; er verläuft ausschließlich im indischen Bundesstaat Jharkhand und ist einer von mehreren Flüssen im hochindustrialisierten Damodar Basin.

## Verlauf
Der Barakar entspringt beim Dorf Padma auf dem Hazaribagh Plateau, einem Teil des Chota Nagpur Plateaus im Norden von Jharkhand auf etwa 1100 m. Wenige Kilometer später mündet er in den Tilayia-Stausee; danach fließt er in östlicher Richtung nach Westbengalen, wendet sich nach Süden und wird im Maithon-Stausee erneut gestaut. Auf seinen letzten 20 km bildet der Fluss die Grenze zwischen den Bundesstaaten Jharkhand und Westbengalen. Er mündet schließlich ca. 10 km südlich von Barakar, einer Vorstadt von Asansol, in den Damodar.

## Stauseen
In früheren Zeiten kam es am Barakar River immer wieder zur großflächigen Überschwemmungen, bei denen auch Brücken zerstört wurden. Die beiden Talsperren Tilaya (Einweihung Februar 1953) und Maithon (Einweihung September 1957), die sich vor allem in der Monsunzeit mit Wasser füllen, welches in den späteren Trockenperioden sukzessive zu Trink- und Bewässerungszwecken entnommen wird, dienen bis heute hauptsächlich der Flussregulierung.

## Ökologie
Weil der Fluss immer wieder von Hochwasser bedroht war und teilweise noch ist, gibt es an seinen Ufern weder Dörfer noch Städte und somit auch keine Industrie. In den Stauseen ist sogar Fischfang möglich.